# Nguyên tắc vàng
Nguyên tắc vàng là nguyên tắc đối xử với người khác như bạn muốn được đối xử. Đó là một câu châm ngôn được tìm thấy trong nhiều tôn giáo và văn hóa. Nó có thể được coi là một  'đạo đức của sự có đi có lại'  trong một số tôn giáo, mặc dù các tôn giáo khác nhau đối xử với nó khác nhau.
Câu châm ngôn có thể xuất hiện dưới dạng hành vi điều chỉnh lệnh tích cực hoặc tiêu cực:
- Đối xử với người khác như bạn muốn người khác đối xử với bạn (hình thức tích cực hoặc chỉ thị)
- Không đối xử với người khác theo cách mà bạn  không  muốn được đối xử (hình thức phủ định hoặc cấm)[1]
- Điều bạn mong muốn ở người khác, bạn ước mình cũng có(hình thức đồng cảm hoặc phản hồi)[1]

Ý tưởng có niên đại ít nhất là vào thời kỳ đầu Khổng giáo (551–479 trước Công nguyên), theo Rushworth Kidder, người xác định rằng khái niệm này xuất hiện nổi bật trong Phật giáo, Kitô giáo, Ấn Độ giáo, Do Thái giáo, Đạo giáo, Hỏa giáo, và "phần còn lại của các tôn giáo lớn trên thế giới". 143 nhà lãnh đạo của các tín ngưỡng lớn trên thế giới tán thành Quy tắc Vàng như một phần của "Tuyên bố hướng tới đạo đức toàn cầu" năm 1993. Theo Greg M. Epstein, đó là "một khái niệm mà về cơ bản không có tôn giáo nào bỏ lỡ hoàn toàn", nhưng niềm tin vào Thiên Chúa không cần thiết phải chứng thực nó. Simon Blackburn cũng nói rằng Quy tắc Vàng có thể được "tìm thấy dưới một hình thức nào đó trong hầu hết mọi truyền thống đạo đức".